# Jemma Lowe
Jemma Louise Lowe (ur. 31 marca 1990 w Hartlepool) – brytyjska pływaczka, medalistka mistrzostw Świata na krótkim basenie.

## Sukcesy

### Mistrzostwa Świata (25 m)
- 2008 Manchester:  (100 m stylem motylkowym)
- 2008 Manchester:  (sztafeta, 4x100 m stylem zmiennym)
- 2010 Dubaj:  (200 m stylem motylkowym)

### Mistrzostwa Europy (50 m)
- 2008 Eindhoven:  (4x100 m stylem zmiennym)

### Mistrzostwa Europy (25 m)
- 2008 Rijeka:  (200 m stylem motylkowym)
- 2011 Szczecin:  (100 m stylem motylkowym)
- 2011 Szczecin:  (200 m stylem motylkowym)
- 2013 Herning:  (200 m stylem motylkowym)